# مجلس شيوخ الإمبراطورية الرومانية

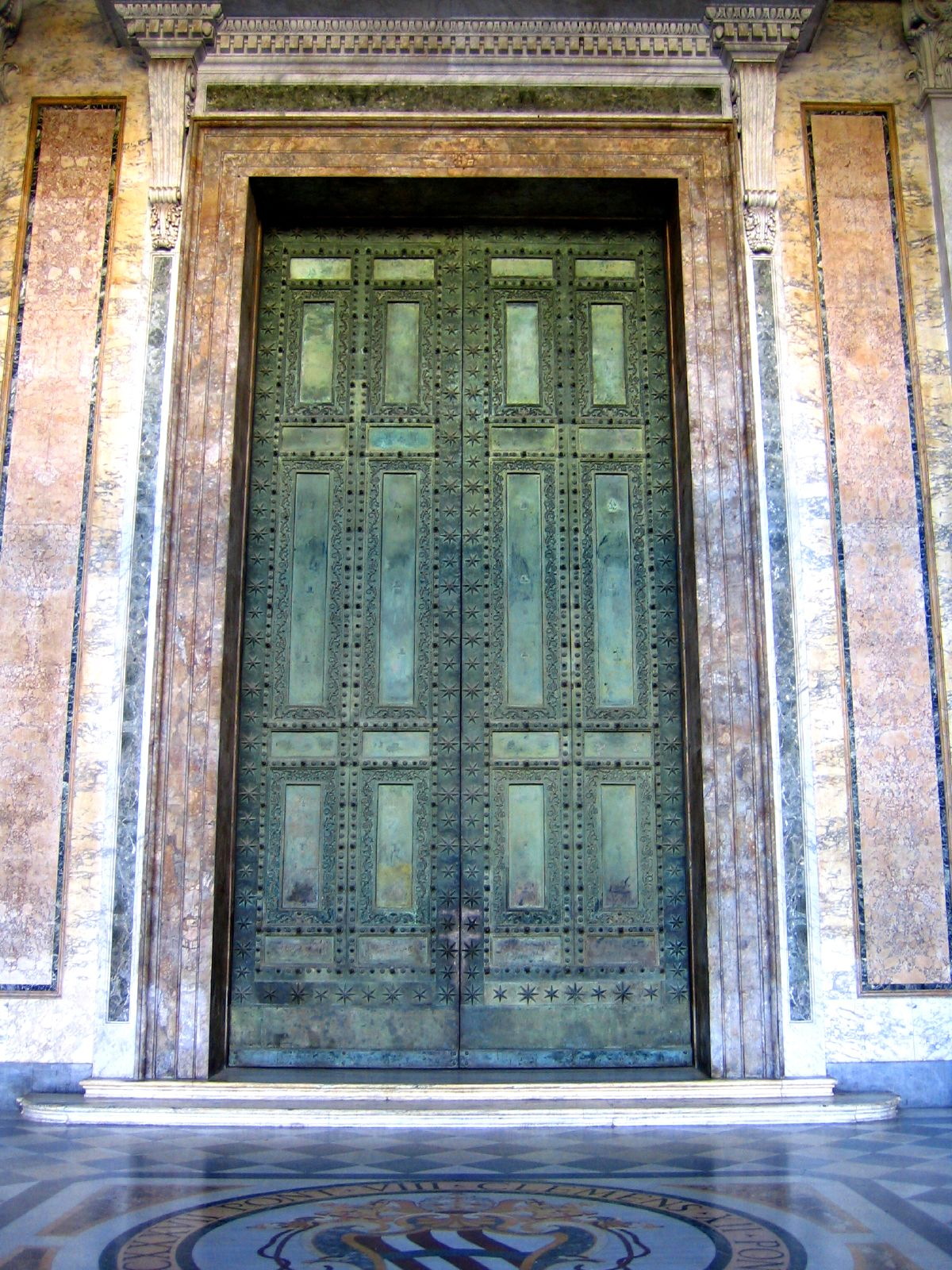
الباب البرونزي لمجلس الشيوخ الروماني القديم مأخوذ من المنتدى الروماني استرجع ووضع في كاتدرائية القديس يوحنا اللاتراني عام 1660.

مجلس شيوخ الإمبراطورية الرومانية مؤسسة سياسية من مؤسسات الإمبراطورية الرومانية القديمة. بعد سقوط الجمهورية الرومانية، تحول ميزان القوى الدستوري من مجلس الشيوخ الروماني ليصبح في صالح الإمبراطور الروماني. وبدايةً من الإمبراطور الأول، أغسطس، كان الإمبراطور ومجلس الشيوخ من الناحية التقنية فرعين متساويين من فروع الحكومة. أما من الناحية العملية، فلم يكن هناك أثر لسلطة مجلس الشيوخ الإمبراطوري الفعلية، نظرًا إلى أن سلطة الدولة الحقيقية كانت بيد الإمبراطور. وعلى هذا النحو، أصبحت عضوية مجلس الشيوخ مطلوبةً من قبل الأفراد الذين يسعون إلى التمتع بالهيبة والمكانة الاجتماعية، بدلًا من السلطة الفعلية. وفي عهد الأباطرة الأوائل، نُقلت جميع السلطات الانتخابية، والقضائية، والتشريعية من «المجالس الرومانية» إلى مجلس الشيوخ. ومع ذلك، فبما أن سيطرة الإمبراطور على مجلس الشيوخ كانت مطلقة، أصبح مجلس الشيوخ بمثابة وسيلة مارس من خلالها الإمبراطور سلطاته الاستبدادية.

## الإجراءات
ورث الإمبراطور الأول، أغسطس، مجلس الشيوخ الذي زاد والده بالتبني، القيصر يوليوس، عضويته إلى 900 عضو. سعى أغسطس إلى تقليص حجم مجلس الشيوخ، وفعل ذلك من خلال ثلاث مراجعات أجرِيت على قائمة أعضاء مجلس الشيوخ. فعند الانتهاء من تلك المراجعات، تقلص عدد أعضاء مجلس الشيوخ إلى 600 عضو، ومن تلك اللحظة فصاعدًا، لم يتكرر حدوث أي تغيير جذري في مجلس الشيوخ قط. ومن أجل التقليل من حجم مجلس الشيوخ، عزل أغسطس الأعضاء من ذوي الأصول الدنيئة، ومن ثم أصلح القواعد التي تحدد إمكانية الشخص في أن يكون عضوًا في مجلس الشيوخ. فبموجب إصلاحات أغسطس، كان يجب أن يكون عضو مجلس الشيوخ من أصول حرة، ولم يُدان بأي جرائم بموجب قانون ليكس جوليا دي في الخاص (lex Julia de vi private)، ولديه ممتلكات تبلغ قيمتها على الأقل 1,000,000 سيسترتيوس.
في عهد الإمبراطورية، كما كان الحال في الجمهورية السابقة، كان يمكن للمرء أن ينضم إلى مجلس الشيوخ بعد أن يُنتحب ليصبح كويستورًا. ولكن الأمر المختلف في الإمبراطورية هو أنه لا يمكن للمرء أن يرشح في انتخابات الكويستور إلا إذا كان من مرتبة مجلس الشيوخ، ولكي يكون من ضمن هذه الطبقة، كان يتوجب على المرء أن يكون ابن عضو في مجلس الشيوخ. وإن لم يكن الفرد من طبقة مجلس الشيوخ، كانت هناك طريقتين تمكنانه من أن يصبح عضوًا في مجلس الشيوخ. وفقًا للطريقة الأولى، كان الإمبراطور يمنح ذلك الفرد السلطة اللازمة للترشيح في انتخابات الكويستور، أما بموجب الطريقة الثانية، كان الإمبراطور يعين ذلك الشخص في مجلس الشيوخ بإصدار مرسوم (الأدليكتيو).
ابتداءً من عام 9 قبل الميلاد، مع إقرار قانون أغسطس ليكس جوليا دي سيناتو هابيندو (lex Julia de senatu habendo)، كان هناك قائمة بأعضاء مجلس الشيوخ (الألبوم السيناتوري) تتم مراجعتها كل سنة. كان الأفراد يُضافون إلى القائمة إذا ما استوفوا مؤخرًا متطلبات الدخول إلى مجلس الشيوخ، وكانوا يُستبعدون من القائمة إن لم يعودوا يستفوا المتطلبات الضرورية للحفاض على عضوية مجلس الشيوخ. كانت القائمة تحدد كل عضو في مجلس الشيوخ حسب المرتبة. كان الإمبراطور دائمًا أعلى مرتبةً من زملائه أعضاء مجلس الشيوخ ثم تبعه «القناصل» (القضاة الأعلى مرتبة) والقناصل السابقين، ومن ثم البريتورات (القضاة ذوي ثاني أعلى مرتبة) والبريتورات السابقين، وهلم جرا. فولاية عضو مجلس الشيوخ في منصبٍ انتخابي تُؤخذ بعين الاعتبار عند تحديد المرتبة، في حين أن أعضاء مجلس الشيوخ الذين تم انتخابهم لمنصبٍ ما لم يكونوا بالضرورة أعلى منصبًا من الأعضاء الآخرين الذين عينهم الإمبراطور في نفس المنصب.